# 테일후크 스캔들
테일후크 스캔들(Tailhook scandal)은 1991년 9월 8일에서 12일에 걸쳐 라스베가스 힐튼 호텔에서 열린 미국 해군 내 사조직 테일후크의 제35회 연례 심포지엄에서 100명 이상의 해군 및 해병 항공대 장교들이 최소 83명의 여성과 7명의 남성을 강간한 사건이다. 그 결과 발생한 후폭풍 및 수사 과정까지 스캔들에 포함시켜 지칭하기도 한다.